# 善豐花園
坐标：经度无法解析为数字：113.5367853,17

善豐花園，位於澳門沙梨頭海邊大馬路的一幢三十層高大廈。於1994年建成。2012年10月，傳出結構安全問題。

## 倒塌恐慌事件
2012年10月10日，善豐花園爆出結構安全問題，二樓停車場主結構支柱爆裂，二百多戶的住客須緊急撒離。10月18日，港大公佈初步檢測報告，顯示P9水泥柱的強度只有正常的1/3。11月21日，土地工務運輸局向善豐花園小業主講解加固工程方案。2013年1月，港大專家完成技術報告。
2013初, 由 法資公司 FREYSSINET HONG KONG LIMITED 主導 利用高拉力綱架 及 碳纖維 TFC 技術進行緊急加固工程.
2013年4月21日，開展對善豐花園作臨時加固工程最後工序。4月26日，特區政府公佈由港大專家組成的獨立研究團隊就善豐花園事件所作的「結構受損分析報告」。報告推斷在二樓多條支柱爆裂，可能與水泥出廠品質或指導工程師的監督質素有關，但未能確定事件責任方。
6月18日，土地工務運輸局長賈利安指出善豐小業主可以依循民事追討有關損失。6月30日，善豐花園事件政府跨部門跟進小組指出，早前已經向當事各方提出以調解或仲裁方式解決事件。10月，善豐花園小業主代表與行政長官崔世安會面，確定司法訴訟和商討重建雙軌並行方向。12月3日，政府委託專家團隊對善豐花園作補充性調查，專家團隊進入部份單位當中再抽取混凝土樣本。
2014年2月23日，負責與政府交涉的善豐十人小組決定解散，將要求作為大業主的同善堂代表居民處理往後事宜。2月28日，政府收到善豐花園小業主透過遞信方式所表達的訴求。3月12日，政府跨部門跟進小組指出，根據2013年港大教授所作初步調查報告已推斷出事件的責任人，促請善豐小業主盡早就該事件提司法訴訟。
3月23日約下午3時30分，善豐業主們因不滿特區政府辦事不力，拖延時間；故「不約而同」露宿於善豐花園外大馬路（提督馬路）。
4月10日，澳門政府公布事件調查結果，運輸工務司司長劉仕堯表示，事件是由於大廈結構柱混凝土強度嚴重不足引致，與鄰近工地施工震動無關。

## 善後重建
2016年7月21日，善豐花園所有業主已經達成重建共識，澳門商人胡順謙和江門同鄉會將墊支協助重建，預計整個重建工程需時3年。
2018年，善豐花園重建工程正式開始。歷時近3年，於2021年12月16日上午11時舉行竣工及揭幕典禮，不少小業主和社會人士出席。 